# Beni-Anakonda
Die Beni-Anakonda (Eunectes beniensis) ist eine Schlangenart aus der Familie der Boas (Boidae) und wird dort in die Unterfamilie der Boaschlangen (Boinae) gestellt. Diese bis über drei Meter lange Anakonda wurde erst 2002 beschrieben. Bisher konnte sie im tropischen Südamerika in den bolivianischen Departamentos Beni und Pando nachgewiesen werden. Über die Biologie dieser Schlange ist nichts bekannt.

## Beschreibung

### Körperbau und Länge
Die Art ist sehr kräftig gebaut, der Körper ist im Querschnitt annähernd rund. Der Kopf ist relativ klein und nur wenig vom Hals abgesetzt. Die Augen und die Nasenlöcher befinden sich in Anpassung an die aquatische Lebensweise hoch am Kopf. Bisher konnten offenbar erst 6 Individuen vermessen werden. Hierunter hatte das größte Männchen eine Gesamtlänge von 217,5 cm und das einzige Weibchen eine solche von 320,0 cm. Dirksen (2002) vermutet, dass die Art mindestens Gesamtlängen von 3,5 bis 4 m erreichen kann und dass sie wie auch die anderen Anakondaarten einen deutlichen Geschlechtsdimorphismus bezüglich Körpergröße und Prominenz der Aftersporne zeigt. Die Schwanzlänge kann zumindest bei Männchen bis mindestens 15,6 % der Gesamtlänge ausmachen.

### Beschuppung
Die Art weist besonders am Kopf geringfügig mehr Schuppen als die Gelbe Anakonda und De Schauensees Anakonda auf. Das Schnauzenschild (Rostrale) ist doppelt so breit wie hoch. Jedes Nasenloch ist von 3 Nasenschilden (Nasalia) umgeben. Das zur Kopfmitte hin gelegene Nasenschild berührt dabei das Gegenseitige. Zur Mitte der Kopfoberseite schließt sich den mittleren Nasenschilden ein großes Paar Frontonasalia an. Dahinter folgt ihm ein in Form und Größe variables Vorstirnschild (Präfrontale) und ein Stirnschild (Frontale). Der Rest der Kopfoberseite zeigt große, in der Anzahl und Form recht unregelmäßige Schilder. Auf der Kopfseite liegt von der Nase zu den Augen hin ein großes, unregelmäßiges, fünfeckiges Zügelschild (Loreale). Die Augen selbst werden je von einem großen Überaugenschild (Supraoculare), einem großen Voraugenschild (Präoculare), 2 kleinen Unteraugenschilden (Subocularia) und 2 bis 3 Hinteraugenschilden (Postocularia) umrandet. Die 14 bis 15 Oberlippenschilde (Supralabialia) sind quadratisch und von etwa gleicher Größe. Hingegen sind die 17 bis 19 Unterlippenschilde (Infralabialia) im Schnauzenbereich höher als breit und werden zum Kopfende hin immer kleiner. Die Anzahl der Bauchschilde (Ventralia) variiert zwischen 219 und 230, die Anzahl der dorsalen Schuppenreihen in der Körpermitte zwischen 48 und 51. Von der Kloake bis zur Schwanzspitze finden sich 54 bis 59 Schwanzunterseitenschilde (Subcaudalia).

### Färbung
Die Körperoberseite der Beni-Anakonda ist braun bis braunoliv oder auch braun-gelblich, die Unterseite hellbraun gefärbt. Die Art besitzt fünf schwarze Kopfstreifen. Einer zieht von der Schnauze über die Mitte der Kopfoberseite bis zum Nacken und fusioniert mit den schwarzen Querbarren des Halses. Hinter beiden Augen nehmen jeweils zwei weitere Streifen ihren Ursprung und verlaufen parallel und etwas nach hinten unten gerichtet zum Kopfende. Im Vergleich zu anderen Anakondas, liegen auf der Körperoberseite bis zur Schwanzspitze nur etwa 98 schwarze Querbarren, die meist regelmäßig im Abstand von etwa drei Schuppenreihen hintereinander angeordnet sind. Auch die Anzahl Flankenflecken ist bei dieser Art am geringsten ausgeprägt. Die schwarzen Flankenflecken sind jedoch charakteristischerweise groß und rund oder bilden Ringe mit Grundfarbe im Zentrum. Zum Bauch hin liegen fakultativ kleinere, unregelmäßig eckig geformte, schwarze Flecken. Bauch- und Schwanzunterseite weisen oft seitliche Längsreihen aus schwarzen Punkten auf.

## Verbreitung und Lebensraum
Die genaue Ausdehnung des Verbreitungsgebietes ist noch unerforscht. Bisher konnte die Art im bolivischen Departamento Beni zwischen Trinidad und Rurrenabaque als auch südöstlich von Trinidad bis Ascención de Guarayos nachgewiesen werden. Dieses Gebiet beinhaltet unbewaldete, saisonal überschwemmte Graslandschaften mit vereinzelten, ganzjährigen Kleingewässern. Ein weiteres Vorkommen ist weiter nördlich von der Nordspitze Boliviens im Departamento Pando, in unmittelbarer Nähe zu Brasilien am Zusammenfluss des Río Abuná mit dem Rio Guaporé, bekannt. Genauere Angaben zum bevorzugten Habitat liegen noch nicht vor. Auch ob die Beni-Anakonda ihr Habitat mit der sympatrisch vorkommenden Großen Anakonda teilt, ist bisher unbekannt.

## Lebensweise
Sowohl das Verhalten als auch das Nahrungsspektrum dieser Schlange sind unerforscht. Bisher ist einzig bekannt, dass sie bei Gefahr ihren Kopf in vordere Körperschlingen wickeln und mit ihrem übrigen Körper einen schützenden Ball ringsum bilden kann, wie dies auch von den übrigen Anakondas bekannt ist. Auch zur Fortpflanzung der Beni-Anakonda gibt es keine Erkenntnisse. Dirksen (2002) vermutet zumindest unter Berücksichtigung der Klimadaten, dass sich die Art in Bolivien ungefähr zwischen September und Oktober paart und die Geburt etwa sieben Monate später im April bis Mai angesiedelt ist.

## Systematik
Der Gattungsname Eunectes wurde durch Wagler 1830 geprägt, der die Anakondas von der Gattung Boa abtrennte. Eunectes ist griechisch und bedeutet „guter Schwimmer“. 
Die Beni-Anakonda (Eunectes beniensis) wurde erst 2002 durch Lutz Dirksen anhand von Tieren aus den bolivianischen Departamentos Beni und Pando beschrieben. Der Artname beniensis wurde dem bisher bekannten Hauptvorkommen nach gewählt. E. beniensis ist mit den beiden anderen kleineren Anakondas: der Gelben Anakonda (E. notaeus) und De Schauensees Anakonda (E. deschauenseei) nahe verwandt, unterscheidet sich aber insgesamt stärker von den beiden anderen Arten als diese untereinander. Unter den Anakondas stellen E. beniensis, E. deschauenseei und E. notaeus gegenüber der Großen Anakonda (E. murinus) eine eigene phylogenetische Linie dar.

### Belege
1. 1 2 3 4 5 6  6. Synopsis der Gattung Eunectes, 6.4.4 Eunectes beniensis sp. nov., 6.4.4.1 Diagnose, Dirksen 2002, S. 169.
2. 1 2  6. Synopsis der Gattung Eunectes, 6.4.4 Eunectes beniensis sp. nov., 6.4.4.4 Morphometrie, Dirksen 2002, S. 171.
3. ↑  6. Synopsis der Gattung Eunectes, 6.4.4 Eunectes beniensis sp. nov., 6.4.4.7 Geschlechtsdimorphismus, Dirksen 2002, S. 172.
4. ↑  6. Synopsis der Gattung Eunectes, 6.4.4 Eunectes beniensis sp. nov., 6.4.4.5 Pholidose, Dirksen 2002, S. 172–173.
5. 1 2  6. Synopsis der Gattung Eunectes, 6.4.4 Eunectes beniensis sp. nov., 6.4.4.3 Färbung und Zeichnung, Dirksen 2002, S. 171.
6. ↑  4. Ergebnisse, 4.1.5 Verbreitung: Eunectes sp., Dirksen 2002, S. 46.
7. 1 2  5. Diskussion, 5.1.5 Verbreitung: Eunectes sp., Dirksen 2002, S. 85.
8. ↑  6. Synopsis der Gattung Eunectes, 6.4.4 Eunectes beniensis sp. nov., 6.4.4.9 Fortpflanzung & 6.4.4.10 Nahrung & 6.4.4.11 Verhalten, Dirksen 2002, S. 173–174.
9. ↑  6. Synopsis der Gattung Eunectes, 6.4.1 Eunectes deschaeunseei DUNN & CONANT, 1936, 6.4.1.2 Etymologie und Trivialnamen, Dirksen 2002, S. 104–105.
10. ↑  6. Synopsis der Gattung Eunectes, 6.4.4 Eunectes beniensis sp. nov., 6.4.4.2 Etymologie und Trivialnamen, Dirksen 2002, S. 171.
11. ↑  6. Synopsis der Gattung Eunectes, 6.2 Zur Systematik, Dirksen 2002, S. 101–103.